# Saddleback Mountain
Saddleback Mountain är ett berg i Australien. Det ligger i regionen Kiama och delstaten New South Wales, i den sydöstra delen av landet, omkring 100 kilometer söder om delstatshuvudstaden Sydney. Toppen på Saddleback Mountain är 600 meter över havet, eller 177 meter över den omgivande terrängen. Bredden vid basen är 1,3 km.
Närmaste större samhälle är Kiama, nära Saddleback Mountain. 
Omgivningarna runt Saddleback Mountain är en mosaik av jordbruksmark och naturlig växtlighet. Genomsnittlig årsnederbörd är 1 352 millimeter. Den regnigaste månaden är februari, med i genomsnitt 211 mm nederbörd, och den torraste är juli, med 36 mm nederbörd.